# Volker Tulzer
Volker Tulzer (ur. 24 czerwca 1940, zm. 13 października 2005 w Wiedniu) – austriacki lekkoatleta.

## Kariera

### Igrzyska olimpijskie
W 1964 wystartował na igrzyskach olimpijskich w biegu na 1500 m. Odpadł w pierwszej rundzie, zajmując 6. miejsce w swoim biegu eliminacyjnym z czasem 3:49,0 s.

### Mistrzostwa Europy
W 1962 wystąpił na mistrzostwach Europy w biegu na 800 m. Po przejściu pierwszej rundy (2. pozycja w biegu eliminacyjnym z czasem 1:51,0 s) odpadł w półfinale (był 6. w swoim biegu z czasem 1:51,1 s).

### Uniwersjady
Dwukrotnie brał udział w uniwersjadach. W 1961 wystartował w biegu na 800 i 1500 m. Na krótszym dystansie odpadł w półfinale, natomiast na dłuższym zakończył rywalizację na pierwszej rundzie. W 1965 wystąpił w biegu na 1500 m, w którym zajął 4. miejsce z czasem 3:47,4 s.

### Mistrzostwa kraju
Czterokrotny mistrz Austrii w biegach przełajowych na krótkiej trasie (1962, 1963, 1965, 1966), trzykrotny w biegu na 800 m (1965, 1967, 1970) i dwukrotny w sztafecie 3 × 1000 m (1961, 1972). W 1970 wygrał też w sztafecie 4 × 400 m.

### Przynależność klubowa
Reprezentował klub ULC Linz.

### Rekordy życiowe
Na podstawie:
- 200 m – 23,8 s (Graz, 14 lipca 1960)
- 400 m – 49,9 s (Linz, 15 lipca 1962)
- 800 m – 1:48,9 s (Warszawa, 20 czerwca 1965)
- 1000 m – 2:22,2 s (Linz, 1 czerwca 1963)
- 1500 m – 3:42,2 s (Halle, 23 czerwca 1963)
- 1 mila – 4:04,7 s ( Wiedeń, 16 lipca 1965)
- 3000 m – 8:29,8 s (Wiedeń, 5 maja 1962)
- 5000 m – 14:59,0 s (Wiedeń, 30 września 1962)
- 400 m ppł – 56,4 s (Wiedeń, 30 września 1962)
- 3000 m z przeszkodami – 10:08,4 s (Linz], 26 września 1959)
- skok w dal – 6,52 m (Graz, 14 lipca 1960)
- rzut dyskiem – 22,41 m (Graz, 14 lipca 1960)
- rzut oszczepem – 40,08 m (Graz, 14 lipca 1960)
- pięciobój – 3016 pkt (Graz, 14 lipca 1960)
- bieg przełajowy – 10:34 (Salzburg, 21 kwietnia 1963)

## Śmierć i pogrzeb
Zmarł w nocy z 13 na 14 października 2005 w Wiedniu w wyniku powikłań po operacji guza szyi. Pogrzeb odbył się 28 października 2005 o 15:00 w Freistadt.